# Красные Горки (Тульская область)
Красные Горки — поселок в Богородицком районе Тульской области. Входит в Товарковское сельское поселение.

## География
Расположен в 4 км к юго-западу от города Богородицк.

## История
Впервые отмечен на карте 1927 года. На карте 1941 года отмечен как поселение с 44 дворами.

## Население
Численность население составляла 16 человек (русские 100 %) в 2002 году, 9 в 2010.